# Sphodromantis abessinica
Sphodromantis abessinica är en bönsyrseart som beskrevs av Sjostedt 1930. Sphodromantis abessinica ingår i släktet Sphodromantis och familjen Mantidae. Inga underarter finns listade i Catalogue of Life.